# Бирка
Бирка — дощечка або табличка з номером або написом, що прикріплюється до багажу, тюків, товару тощо з метою їх розпізнавання та обліку.
Походження слова неясне, різні версії пов'язують його або з тат. бир, ике («один, два»), норв. і дан. birk («береза»), прасл. *sъbirati («збирати»), д.-рус. биръ («подать»), тат. бермек («брати»), угор. bér («податок»).
Бирки у вигляді дерев'яних паличок чи дощечок з поперечними карбівками (рисками, хрестиками, трикутниками тощо), які означають числа, навіть до багатьох тисяч, або якісь інші записи, застосовувались серед неписьменного населення різних країн світу з давніх часів для обліку, позначення майна та для інших записів. Такі бирки могли служити розпискою при розрахунках між двома особами або колективами. Для цього їх розколювали на дві частини, щоб кожна зі сторін мала собі половину карбівок. Інші назви такої бирки — карб, карбіж, цурка. У дунайських рибалок бирки також називались четелями, у закарпатських пастухів на полонині — равашами.
У чорноморських козаків така розколота паличка з карбівками служила паролем і доказом того, що дозорці, об'їхавши певну ділянку, зустрічались (при зустрічі дозорці обмінювались частинами бирки).
Бирки з номерами застосовувались для позначення ув'язнених в концентраційних таборах.
Сучасні бирки замість номера можуть мати штрих-коди для ведення автоматизованого обліку.